# Barrage de Ghazi-Barotha
Le Barrage de Ghazi-Barotha (en ourdou : غازى بروتھا) est un barrage et centrale hydroélectrique au fil de l'eau au Pakistan, situé dans le district d'Attock, province du Pendjab. Il n'est pas construit directement sur l'Indus, mais sur un canal portant le même nom, tirant son eau de l'Indus et commençant sept kilomètres au sud du barrage de Tarbela.
Il est associé à une centrale hydroélectrique de 1 450 MW, la deuxième plus puissante du pays. Les travaux se sont étalés de 1994 à 2004 et son coût total s'élève 2,2 milliards de dollars.

## Construction
Le barrage de Ghazi-Barotha s'inscrit dans la continuité des aménagements effectués dans la région, notamment le barrage de Tarbela inauguré à proximité en 1976, la plus puissante centrale électrique du pays. Il est notamment conçu pour fournir une production d'électricité constante pour combler les périodes creuses de Tarbela. 
Les travaux préparatoires débutent en aout 1994 afin de construire un canal en béton partant de Ghazi pour aboutir à Barotha, en déviant l'eau de l'Indus en amont du barrage et de son lac de retenue. Il atteint 52 kilomètres de long pour une largeur de 100 mètres. 
Les travaux du barrage ont été réalisés par le consortium d'entreprises dirigé par la société italienne Impregilo, comprenant Campenon Bernard, Ed Zueblin et les entreprises locales Saadullah Khan & Brothers et Nazir & Company. Le contrat comprenait la construction du barrage et du canal électrique pour 510 millions de dollars. La société chinoise Dongfang Electric Corporation a remporté le contrat pour la construction de la centrale électrique et des infrastructures associées pour un montant de 214 millions de dollars.
Les travaux du barrage ont débuté en décembre 1995 et se sont achevés en décembre 2003. La centrale électrique est inaugurée le 19 août 2003 par le président Pervez Musharraf mais ne devient totalement opérationnelle qu'en décembre 2004. Avec un coût total de 2,25 milliards de dollars, le barrage et la centrale électrique ont été financés grâce à des prêts accordés par la Banque mondiale et la Banque asiatique de développement.

## Caractéristiques
Le barrage de Ghazi-Barotha affiche une hauteur de 25 mètres pour une longueur de 2,5 kilomètres. 
La centrale hydroélectrique au fil de l'eau comprend cinq tunnels d'un diamètre de 10,6 mètres comprend chacun une turbine Francis d'une puissance de 290 MW, pour un total de 1 450 MW. Au moment de son inauguration, il compte pour 10 % de la puissance électrique du pays à lui seul et est le deuxième plus puissant barrage.